# Pimelodus ornatus
O bagre-cabeçudo (Pimelodus ornatus) é uma espécie de bagre da família dos pimelodídeos. Também é conhecida pelos nomes populares de cabeçudo, mandiguaru e mandipinima.